# 福浦島
福浦島（ふくうらじま）は、宮城県の松島群島の島の一つである。対岸とは歩行者用の福浦橋で結ばれている。本項では、橋についてもあわせて述べる。

## 島の概要
松島湾の奥。松島海岸や五大堂のほど近くに位置する、直径330mほどの島で、面積は6ヘクタールほど。島の北西から本土に橋が架けられている。北側は大きく湾入し、コの字型を形成する。島内の湾の奥は斜面になっており、花壇などのある多目的広場となっている。島内には温帯植物北限のものや亜熱帯植物など130種あまりの樹木と200種あまりの野草が自生し、島全体が県立自然公園に指定されている。島内は散策路が整備され、東部に茶屋や弁天堂、南西の岬には見晴台が設置されている。

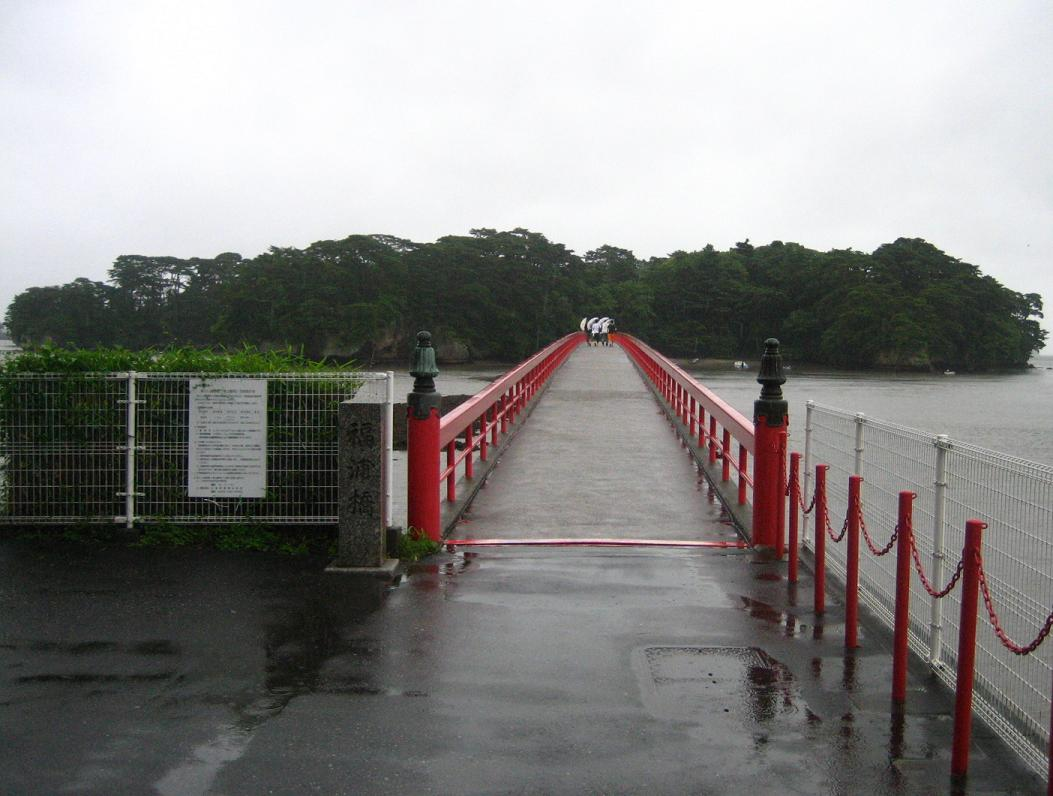
朱塗りの橋を渡った先が福浦島
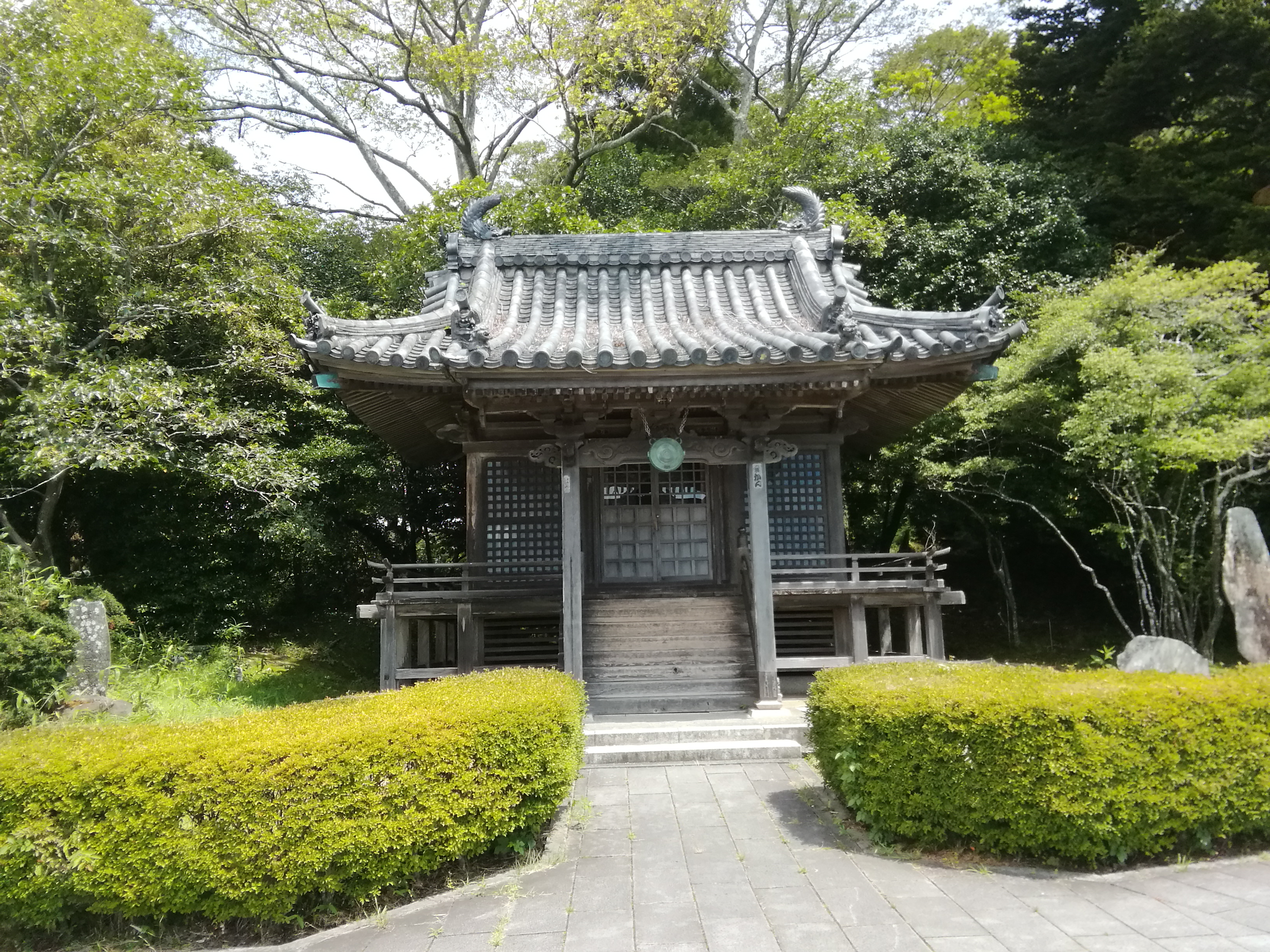
島内の弁天堂
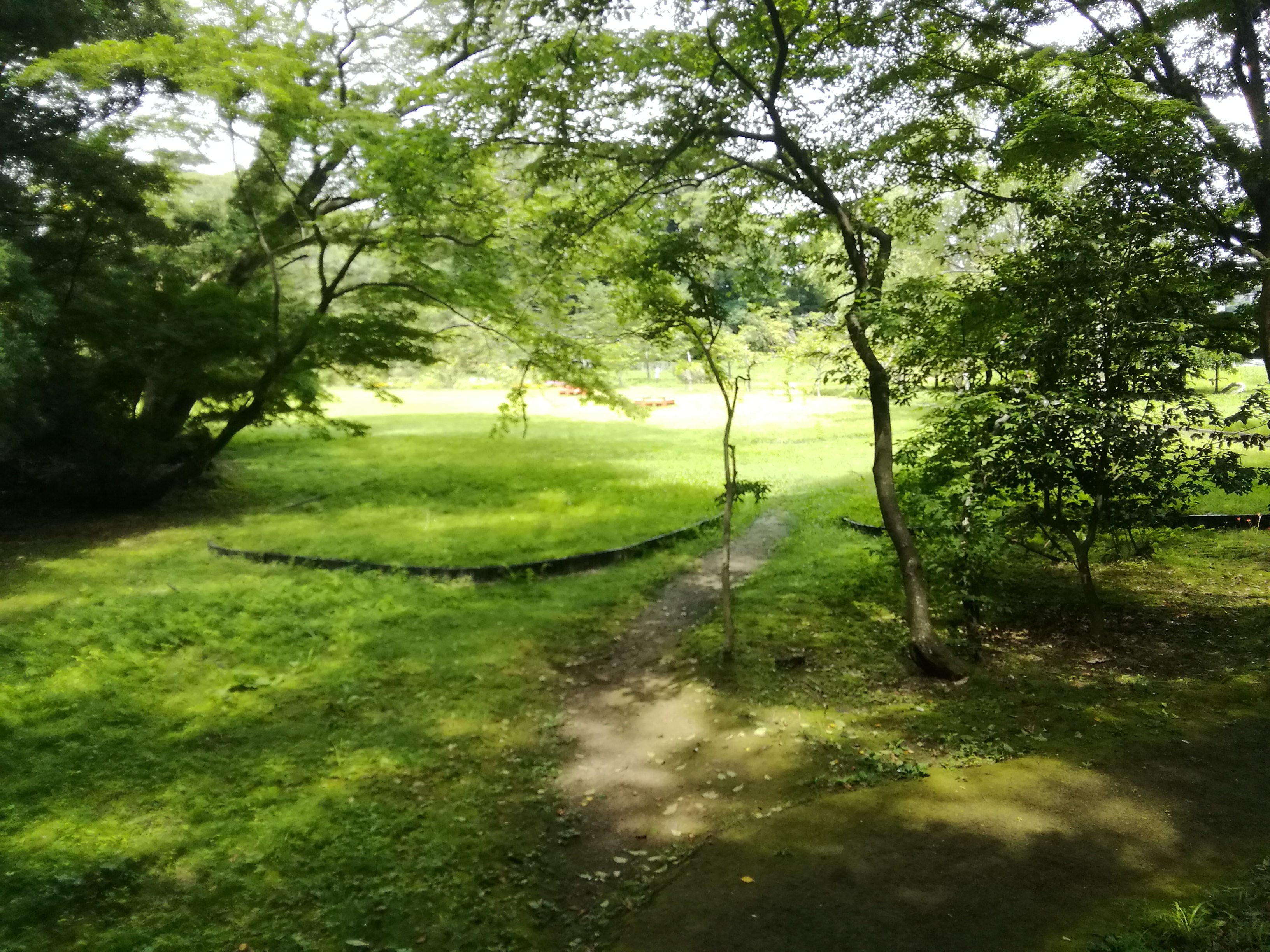
多目的広場

## 歴史
1470年の「天台由緒記」によると、1248年（宝治2年）、諸国行脚で松島を訪れた北条時頼は山王社の祭礼の邪魔をし、信徒の怒りを買ったが「祭礼の最中に殺生は良くない」と命までは取られずに済んだ。岩窟に逃げ込んだ時頼は、面壁中の法心性西と邂逅する。鎌倉に戻った時頼は三浦義成に一千の兵を授け、天台宗の宗徒を追い払った。住持義仁を佐渡に流し、法心を開山として円福寺を開く。寺を追われた天台衆徒は福浦島にこもり、呪詛を唱えたと伝えられる。時頼は1263年に死去している。
福浦弁財天を祀る弁天堂は、江戸時代に伊達政宗が高城塩田を経営するためにその地にあった若草神社と弁財天を合祀したのがはじまりで、塩田の守り神「磯崎弁天」として信仰を集めた。昭和10年代に入り、周辺の観光地化が進んだことから瑞巌寺の126代住職である盤龍により福浦島に遷座された。
昭和初期、東北帝国大学の考古学者の山内清男・伊東信雄らによって福浦島貝塚の調査が行われた。主体部は埋立工事により失われていたが、表土から古代の遺物、第2層から桝形囲式等弥生土器、第3層から縄文時代晩期末土器、第4層から縄文前期の繊維土器が発掘された。第2層以外から見つかった土器は変形工字文と山形文が二条の平行線で描かれる特徴を持ち、晩期末の伝統を持ちながら桝形囲式以前の位置にあるものとして、「福浦島式」「福浦島下層式」の形式名が与えられた。
1967年には、宮城県内初の有料橋として福浦橋が開通した。

## 福浦橋
本土側のカフェ「ベイランド」から島へと延びる、全長252mの朱塗りの橋。歩行者専用の有料橋であり、通行券はベイランドで販売している。夕方から夜間にかけては橋のライトアップが行われれるが、満月とその前後を含む3日間は、日本百名月の一つでもある松島の名月を楽しめるよう消灯される。
仙石線松島海岸駅からベイランドまでは徒歩15分ほどである。